# Supercopa Sudamericana 1989
II Supercopa Sudamericana 1989

## 1/8 finału
CR Flamengo –  Argentinos Juniors  0:1 i 1:2 (mecze 3.10 i 10.10)

 Estudiantes La Plata –  Peñarol 3:0 i 0:2 (mecze 4.10 i 11.10)

 Club Nacional de Football –  Atlético Nacional 2:1 i 0:2 (mecze 4.10 i 11.10)

 Santos FC –  Independiente 1:2 i 0:2 (mecze 4.10 i 11.10)

 Club Olimpia –  Cruzeiro EC 2:0 i 0:3 (mecze 4.10 i 11.10)

 River Plate –  Grêmio 2:1 i 1:2, karne 4:5 (mecze 4.10 i 11.10)

Wolny los:  Racing Club,  Boca Juniors

## 1/4 finału
Atlético Nacional –  Independiente 2:2 i 0:2 (mecze 18.10 i 25.10)

 Boca Juniors –  Racing Club 0:0 i 2:1 (mecze 19.10 i 26.10)
1. 0:0
2. José Daniel Ponce k, José Luis Cuciuffo – ?

 Grêmio –  Estudiantes La Plata 0:1 i 3:0 (mecze 24.10 i 1.11)

 Cruzeiro EC –  Argentinos Juniors 1:1 i 0:2 (mecze 4.10 i 11.10)

## 1/2 finału
Grêmio –  Boca Juniors 0:0 i 0:2 (mecze 8.11 i 16.11)
1. 0:0
2. 0:1 Claudio Marangoni, 0:2 José Luis Cuciuffo

 Independiente –  Argentinos Juniors 1:0 i 2:1 (mecze 8.11 i 16.11)

## Finał
Boca Juniors –  Independiente 0:0 i 0:0, karne 5:3
22 listopada 1989? ? (?)

 Boca Juniors –  Independiente 0:0

Sędzia: ?

Club Atlético Boca Juniors: ?

CA Independiente:?
29 listopada 1989? ? (?)

 Independiente –  Boca Juniors 0:0, karne 3:5

Sędzia: ?

Karne: 0:1 Ponce, 1:1 Blanco, 1:2 Marchesini, 2:2 Altamirano, 2:3 Latorre, 3:3 Insúa, 3:4 Stafusa, 3:4 Fabián Artime (obrona), 3:5 Giunta

Independiente: ?

Boca Juniors:?